# Francisco Galdino Dantas
Francisco Galdino Dantas, também conhecido como Professor Dantas (17 de dezembro de 1953) é um professor, pastor da Igreja Presbiteriana Conservadora do Brasil e político brasileiro. 

## Biografia
Francisco Galdino Dantas nasceu em 17 de dezembro de 1953. É filho de Antônio Galdino da Costa e foi criado em família presbiteriana.
É casado com Wanderlúcia Aires Dantas
Em 1978, formou-se em Teologia pelo Seminário Presbiteriano Conservador.
Desde 2021 exerce a função de pastor na Igreja Presbiteriana Conservadora de Ouro Preto do Oeste.

## Atividade política
Conhecido politicamente como Professor Dantas, foi filiado ao PT, por quem disputou a vaga de deputado federal pelo Estado de Rondônia em 2002. 
Em 2006, foi eleito deputado estadual de Rondônia,com 6.293	votos.
Após o fim de mandato se desfiliou do partido, para se filiar ao PP em 2013.

## Desempenho em eleições
| Histórico eleitoral de Francisco Galdino Dantas | Histórico eleitoral de Francisco Galdino Dantas | Histórico eleitoral de Francisco Galdino Dantas | Histórico eleitoral de Francisco Galdino Dantas | Histórico eleitoral de Francisco Galdino Dantas | Histórico eleitoral de Francisco Galdino Dantas | Histórico eleitoral de Francisco Galdino Dantas | Histórico eleitoral de Francisco Galdino Dantas |
| Ano                                             | Eleição                                         | Cargo                                           | Partido                                         | Votos                                           | %                                               | Resultado                                       | Ref.                                            |
| ----------------------------------------------- | ----------------------------------------------- | ----------------------------------------------- | ----------------------------------------------- | ----------------------------------------------- | ----------------------------------------------- | ----------------------------------------------- | ----------------------------------------------- |
| 2002                                            | Rondônia                                        | Deputado Federal                                | PT                                              | 5.549                                           | 0,84%                                           | Perdeu                                          | [ 9 ]                                           |
| 2004                                            | Ouro Preto do Oeste                             | Prefeito                                        | PT                                              | 6.392                                           | 29,9%                                           | Perdeu                                          | [ 10 ]                                          |
| 2006                                            | Rondônia                                        | Deputado Estadual                               | PT                                              | 6.293                                           | 0,86%                                           | Eleito                                          | [ 7 ]                                           |
| 2014                                            | Rondônia                                        | Deputado Estadual                               | PP                                              | 1.372                                           | 0,17%                                           | Perdeu                                          | [ 11 ]                                          |